# All'Italia
All'Italia è una lirica di Giacomo Leopardi, composta a Recanati nel settembre 1818 all'età di vent'anni, e pubblicata a Roma agli inizi dell'anno seguente insieme alla canzone gemella Sopra il monumento di Dante.
Prima poesia dell'edizione dei Canti, appartiene alla tradizione delle liriche civili italiane, ispirate cioè a tematiche politiche e patriottiche, di cui furono esempi il VI canto del Purgatorio di Dante, o le canzoni Spirto gentil e Italia mia del Canzoniere di Petrarca; è rinvenibile anche l'influsso foscoliano delle Ultime lettere di Jacopo Ortis.

## Contenuto
«O patria mia, vedo le mura e gli archi

e le colonne e i simulacri e l'erme

torri degli avi nostri,

ma la gloria non vedo [...]»

(All'Italia, vv. 1-4)

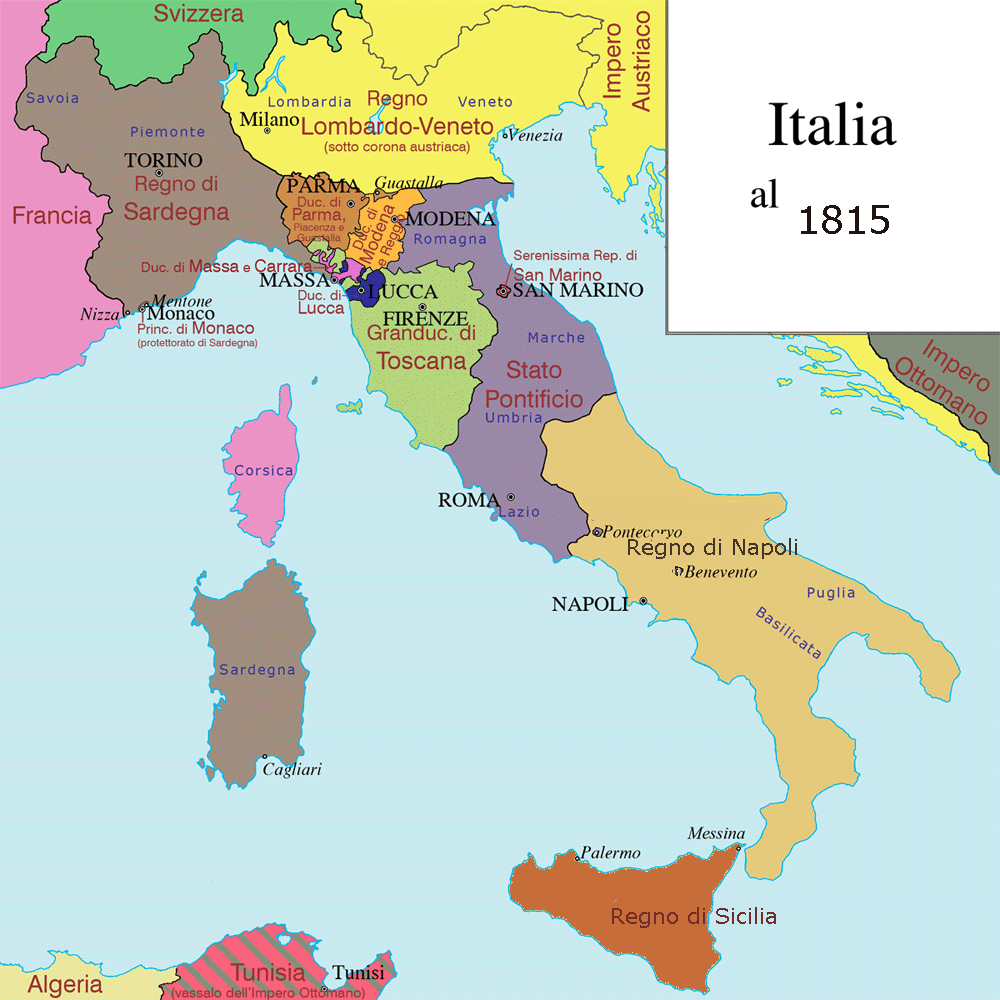
L'Italia all'indomani della Restaurazione

Si tratta di un componimento poetico di forte contenuto patriottico, scritto pochi anni dopo il Congresso di Vienna, che aveva sancito con la Restaurazione la sottomissione politica dell'Italia alle potenze straniere, una condizione di cui Leopardi si rammarica raffrontandola con la grandezza dei tempi antichi.
Se un tale sentimento accomuna Leopardi al nazionalismo italiano di quel periodo, esso si distanzia però dal liberalismo anti-austriaco, nutrendosi inizialmente di un'avversità di tipo reazionario alle ingerenze straniere, soprattutto francesi, che Leopardi aveva assimilato dal padre Monaldo, e di cui aveva già offerto una testimonianza nell'Orazione agli Italiani, in occasione della liberazione del Piceno scritta nel 1815. 
Nella poesia si scorge anche un motivo autobiografico, per cui la condizione dell'Italia funge da specchio a quella del poeta, la cui felicità di un tempo lontano stride con la miseria del presente.

### Le strofe
La poesia è composta da sette strofe, di inconsueta lunghezza, raggiungendo ognuna i venti versi; l'ordine degli endecasillabi e dei settenari è diverso tra le strofe pari e quelle dispari.
Nella prima strofa Leopardi denuncia la decadenza morale e civile dell'Italia, paragonata a una bellissima donna incatenata e disprezzata, senza più i simboli della gloria che la connotavano:
le genti a vincer nata
 
e nella fausta sorte e nella ria.»
(All'Italia, versi 18-20)
Nella seconda si domanda chi sia stato a ridurla così, e perché nessuno la difenda. Invocando a sé le armi, si fa avanti il poeta stesso per combattere contro i suoi nemici ed incitare gli animi dei propri concittadini.
Nella terza vengono ricordati i giovani italiani caduti nelle guerre napoleoniche, costretti a morire non per la patria ma per una nazione straniera, la Francia.
A partire dalla quarta strofa Leopardi rievoca i tempi antichi quando i popoli in massa erano disposti a combattere fino alla morte per la loro patria, prendendo ad esempio i giovani Spartani caduti alle Termopili per fermare l'avanzata degli invasori Persiani.
Nelle ultime tre strofe egli immagina quindi il poeta Simonide che celebra il sacrificio di quei giovani Greci, capaci di infliggere una cocente sconfitta all'esercito di Serse, sperando di associare la propria memoria alla loro fama imperitura.

## Ricezione critica

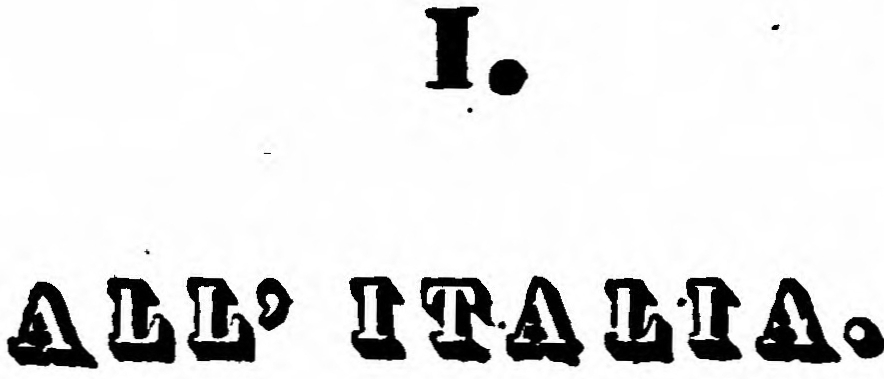
Intestazione della poesia All'Italia nell'edizione di Antonio Ranieri in Opere di Giacomo Leopardi, vol. I, Napoli, Saverio Starita, 1835

La critica risorgimentale si entusiasmò per l'impegno civile contenuto nella lirica All'Italia. Vincenzo Monti ad esempio la definì «bella e veramente Italiana», mentre Pietro Giordani scrisse in una lettera a Leopardi: «La tua canzone gira per questa città come fuoco elettrico: tutti la vogliono, tutti ne sono invasati».
A coloro che, come De Sanctis, giudicarono puramente retorica la sua lirica, rispose Giosuè Carducci:
Quando in mezzo al gran movimento dei popoli nell'anno 1848 l'amore e il valore italiano tonarono come un nembo di maggio su la primavera del Risorgimento, la gioventù italiana sentì ispiratrice e partecipe la poesia del Leopardi.»
(Giosuè Carducci, Degli spiriti e delle forme nella poesia di Giacomo Leopardi: considerazioni, pag. 151, Bologna, Zanichelli, 1898)
Lo stesso Leopardi, del resto, già in una lettera del 1817 sosteneva che «mia Madre è l'Italia, per la quale ardo d'amore, ringraziando il Cielo d'avermi fatto italiano», e così nel 1818: «o Patria, o Patria mia, non posso spargere il sangue per te, che non esisti più. In che opera, per chi, per qual patria spenderò i sudori, i dolori, il sangue mio?». E aggiungeva che l'amor di Patria, già difficile in un paese dalla storia così antica e frammentata, non poteva per natura estendersi a dimensioni artificiali più ampie come quella europea:
(Giacomo Leopardi, Zibaldone)